# Адалід Террасас
Адалід Террасас (ісп. Adalid Terrazas; нар. 25 серпня 2000) — болівійський футболіст, півзахисник алжирського клубу «УСМ Алжир» та національної збірної Болівії. Виступав також на батьківщині за клуби «Спорт Бойз», «Пальмафлор дель Тропіко» та «Олвейс Реді».

## Клубна кар'єра
Адалід Террасас народився 2000 року, та є вихованцем футбольної школи клубу «Спорт Бойз». Дорослу футбольну кар'єру розпочав 2018 року в основній команді того ж клубу, в якій грав до 2019 року, взявши участь у 4 матчах чемпіонату. У 2020 році Террасас перейшов до складу клубу «Пальмафлор дель Тропіко», в якому грав до кінця 2022 року. У 2023 році футболіст став гравцем клубу «Олвейс Реді». З середини 2024 року Террасас грає у складі алжирського клубу «УСМ Алжир».

## Виступи за збірні
У 2019 році Адалід Террасас залучався до складу молодіжної збірної Болівії. На молодіжному рівні зіграв у 4 офіційних матчах.
У 2024 року Террасас дебютував у складі національної збірної Болівії. У складі збірної був учасником розіграшу Кубка Америки 2024 року у США. Станом на жовтень 2024 року зіграв у складі національної збірної 4 матчі, в яких забитими м'ячами не відзначився.